# Gran Premi d'Austràlia del 2003
Resultats del Gran Premi d'Austràlia de Fórmula 1 de la temporada 2003 disputat al circuit urbà de Melbourne el 9 de març del 2003.

## Resultats
| Pos | No | Pilot                 | Equip              | Voltes | Temps/ Retirada   | Pos. de sortida | Punts |
| --- | -- | --------------------- | ------------------ | ------ | ----------------- | --------------- | ----- |
| 1   | 5  | David Coulthard       | McLaren - Mercedes | 58     | 1h 34' 42. 1      | 11              | 10    |
| 2   | 3  | Juan Pablo Montoya    | Williams - BMW     | 58     | + 8.6 s           | 3               | 8     |
| 3   | 6  | Kimi Räikkönen        | McLaren - Mercedes | 58     | + 9.1 s           | 15              | 6     |
| 4   | 1  | Michael Schumacher    | Ferrari            | 58     | + 9.4 s           | 1               | 5     |
| 5   | 7  | Jarno Trulli          | Renault            | 58     | + 38.8 s          | 12              | 4     |
| 6   | 10 | Heinz-Harald Frentzen | Sauber - Petronas  | 58     | + 43.9 s          | 4               | 3     |
| 7   | 8  | Fernando Alonso       | Renault            | 58     | + 45.0 s          | 10              | 2     |
| 8   | 4  | Ralf Schumacher       | Williams - BMW     | 58     | + 45.7 s          | 9               | 1     |
| 9   | 16 | Jacques Villeneuve    | BAR - Honda        | 58     | + 1' 05.5 min.    | 6               |       |
| 10  | 17 | Jenson Button         | BAR - Honda        | 58     | + 1' 05.9 min.    | 8               |       |
| 11  | 19 | Jos Verstappen        | Minardi - Cosworth | 57     | + 1 Volta         | 20              |       |
| Ret | 11 | Giancarlo Fisichella  | Jordan - Ford      | 52     | Caixa canvi       | 13              |       |
| Ret | 15 | Antonio Pizzonia      | Jaguar - Cosworth  | 52     | Suspensions       | 18              |       |
| Ret | 20 | Olivier Panis         | Toyota             | 31     | Bomba combustible | 5               |       |
| Ret | 9  | Nick Heidfeld         | Sauber - Petronas  | 20     | Suspensions       | 7               |       |
| Ret | 18 | Justin Wilson         | Minardi - Cosworth | 16     | Radiador          | 19              |       |
| Ret | 14 | Mark Webber           | Jaguar - Cosworth  | 15     | Suspensions       | 14              |       |
| Ret | 21 | Cristiano da Matta    | Toyota             | 7      | Accident          | 16              |       |
| Ret | 12 | Ralph Firman          | Jordan - Ford      | 6      | Accident          | 17              |       |
| Ret | 2  | Rubens Barrichello    | Ferrari            | 5      | Accident          | 2               |       |

## Altres
- Pole: Michael Schumacher 1' 27. 173
- Volta ràpida:  Kimi Räikkönen 1' 27. 724 (a la volta 32)